# Trận Faesulae (406)
Trận Faesulae diễn ra vào năm 406 là một phần trong sự kiện quân Goth xâm lược Đế quốc Tây La Mã. Sau khi Tướng Flavius Stilicho đẩy lùi bước tiến quân của người Visigoth tại Pollentia và Verona, ông phải đối phó một cuộc đột kích mới của người Vandal và Goth dưới quyền Radagaisus, là những toán quân đã tiến đánh thành Firenze. Stilicho cuối cùng đã đánh bại những kẻ xâm lược tại Faesulae (nay là Fiesole) nhờ sự trợ giúp tận tình từ các thủ lĩnh Uldin người Hun và Sarus người Goth. Radagaisus bị xử tử sau trận đánh và tàn quân của ông thì trốn sang phía Alaric.